# Gotins
Els gotins o cotins (en llatí Gothini, Gotini o Cotini) eren un poble germànic que vivia a l'est dels quades i marcomans, al sud-est de Germània (a l'actual Estíria).
Tàcit diu que parlaven la llengua celta. De vegades se'ls assimila als Cotini esmentats per Dió Cassi i als Κῶγνοι (Kognoi) dels que parla Claudi Ptolemeu. Tàcit diu que al seu país tenien mines de ferro.